# Садаева, Вероника Алексеевна
Садаева (Корепанова) Вероника Алексеевна (28 января 1939, Баку — 23 октября 2021) — советская и российская актриса театра, народная артистка РСФСР.

## Биография
Вероника Алексеевна Садаева (Корепанова) родилась 28 января 1939 года в деревне Табанево Шарканского района Удмуртской АССР. В 1961 году окончила Ленинградский государственный институт театра, музыки и кинематографии (ЛГИТМиК) (педагог К. Ф. Степанов-Колосов).
В 1961—1963 годах играла в Грозненском русском драматическом театре им. М. Ю. Лермонтова. В 1967—1968 годах выступала в Читинском областном театре драмы. В 1968—1969 годах была актрисой Русского драматического театра им. В. Г. Короленко в Ижевске. В 1969—1970 годах — в Сарапульском городском драмтеатре.
В 1961—1963 годах и с 1971 года играла в Удмуртском государственном драматическом театре (ныне Государственный национальный театр Удмуртской Республики).
Скончалась 23 октября 2021 года.

### Семья
- Муж — актёр Борис Геннадьевич Корепанов, внук известного удмуртского писателя Дмитрия Ивановича Корепанова (литературный псевдоним Кедра Митрей; 1892—1949)[2].

## Награды и премии
- Заслуженная артистка Удмуртской АССР (1967).
- Народная артистка Удмуртской АССР (1977).
- Заслуженная артистка РСФСР (5.11.1980)[3].
- Народная артистка РСФСР (13.01.1988).
- Лауреат конкурса чтецов «Моно-лир» в номинации «Поэзия» за исполнение литературного цикла «Кровь той войны»[4].

## Работы в театре
- «Упрямые сердца» — инженер Еланина
- «Грушенька» И. Штока по рассказу Н. С. Лескова «Очарованный странник» — Грушенька
- «Божественная комедия» И. Штока — Ева
- «Леди Макбет Мценского уезда» Н. С. Лескова — Катерина Измайлова
- «Остров Афродиты» А. Парниса — Кэт
- «Как поживаешь, парень?» В. Пановой — Оля
- «Враги» М. Горького — Татьяна
- «Правда хорошо, а счастье — лучше» А. Н. Островского — Фелициата
- «Капитанская дочка» А. С. Пушкина — Миронова Василиса Егоровна
- «Гроза» А. Н. Островского — Кабанова
- «На бойком месте» А. Н. Островского — Евгения
- «Прошлым летом в Чулимске» А. Вампилова — Кашкина
- «Медея» по произведениям Еврипида, Сенеки и Ануя — Медея
- «Без вины виноватые» А. Н. Островского — Кручинина
- «Наша единственная» Е. 3агребина — Такъян
- «Волшебный пестерь» Ю. Власов — дочь Водяного
- «Соломенная сторожка» Юлиу Эдлиса — пожилая женщина
- «Молодильные яблоки» по мотивам сказки А. Толстого — Баба Яга (старшая)
- «Молодой муж Матрёны, или Атас Гири — 2» А. Григорьева — Матрёна
- «Художник и Надежда» П. Зорина — баба Дуня
- «Костяника» А. Григорьева — Анна в старости
- «Горе от ума» А. Грибоедова — старуха Хлёстова
- «Тревожная весна» по роману Г. Медведева «Лозинское поле» — Кыдъ Надька
- «Две зимы и три лета» по Ф. Абрамову — Анфиса Петровна Минина
- «Над Камой — гроза» С. А. Самсонова — Насьта
- «Смешной день» В. Покровского
- «Золушка» — Мачеха
- «Мы — эхо…»
- «Мултан уж» («Мултанское дело») — Председатель суда
- «Птичье молоко» — Царица
- «Выходили бабки замуж» — Авдотья
- «Отцы и дети» И. С. Тургенева — Арина Власьевна